# Biserica de lemn din Olteanca-Marinești

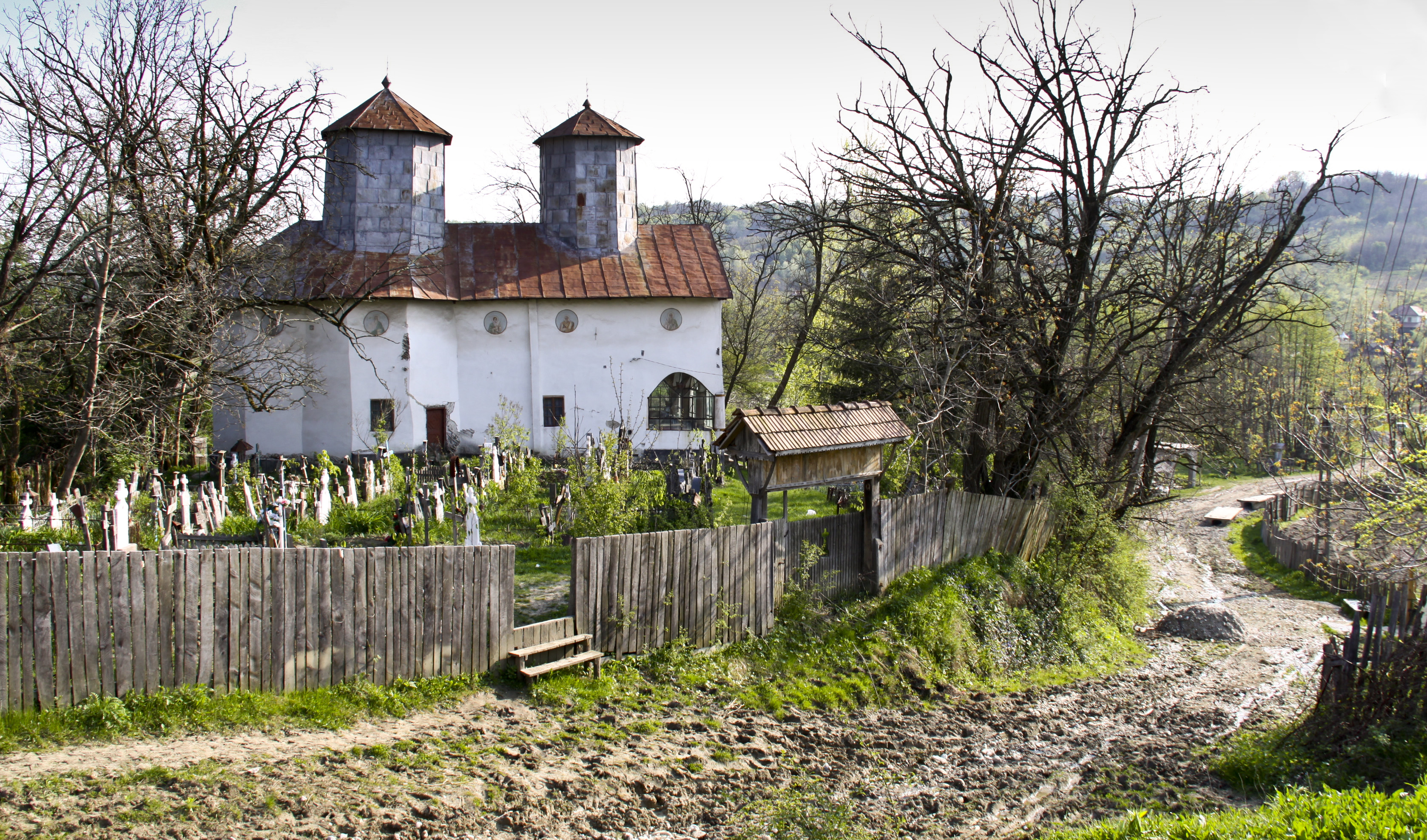
Biserica de lemn din Olteanca-Marineşti, vedere dinspre nord, foto: 2010

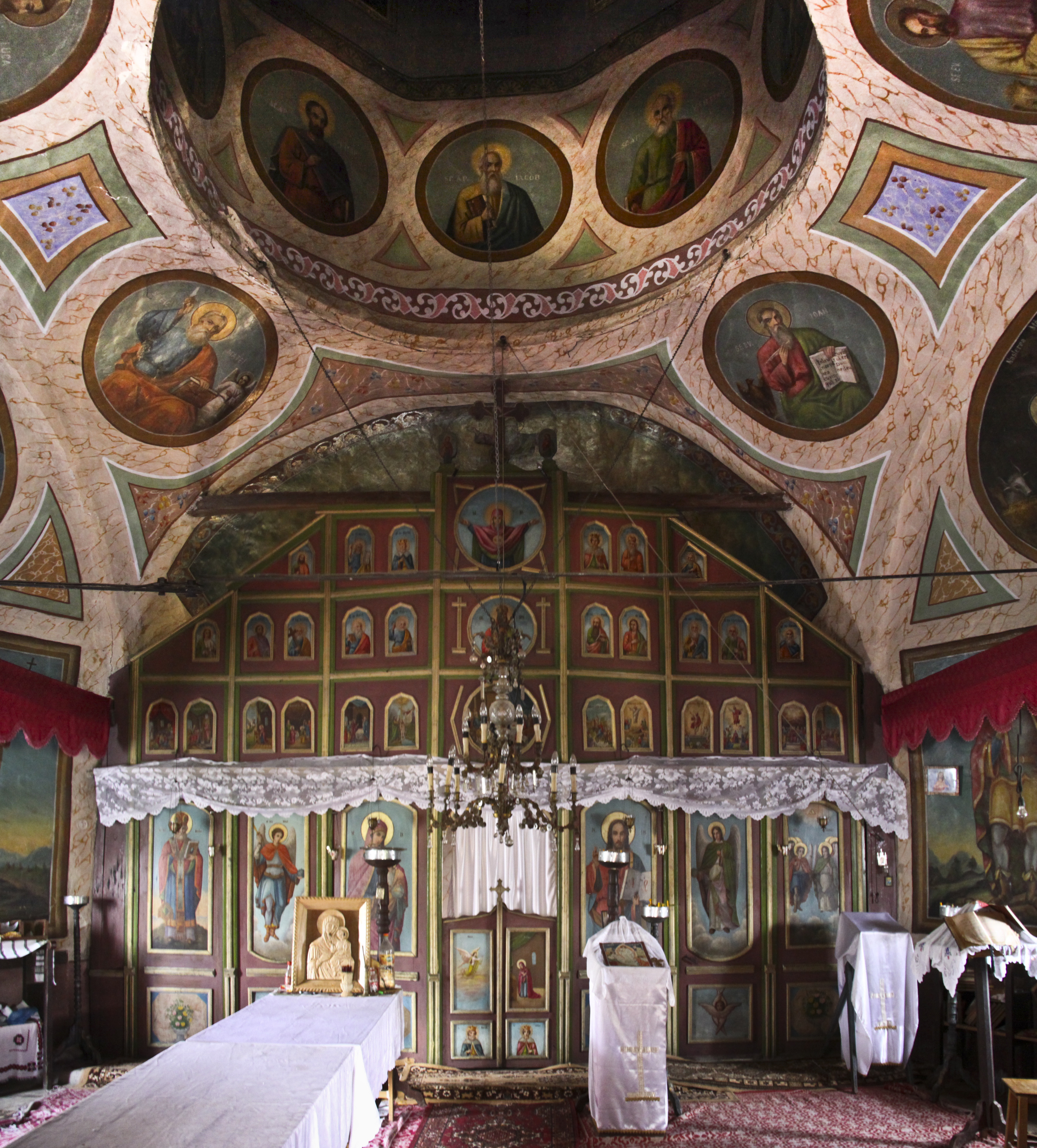
Naosul, acoperirea semisferică şi turla centrală, foto: 2010

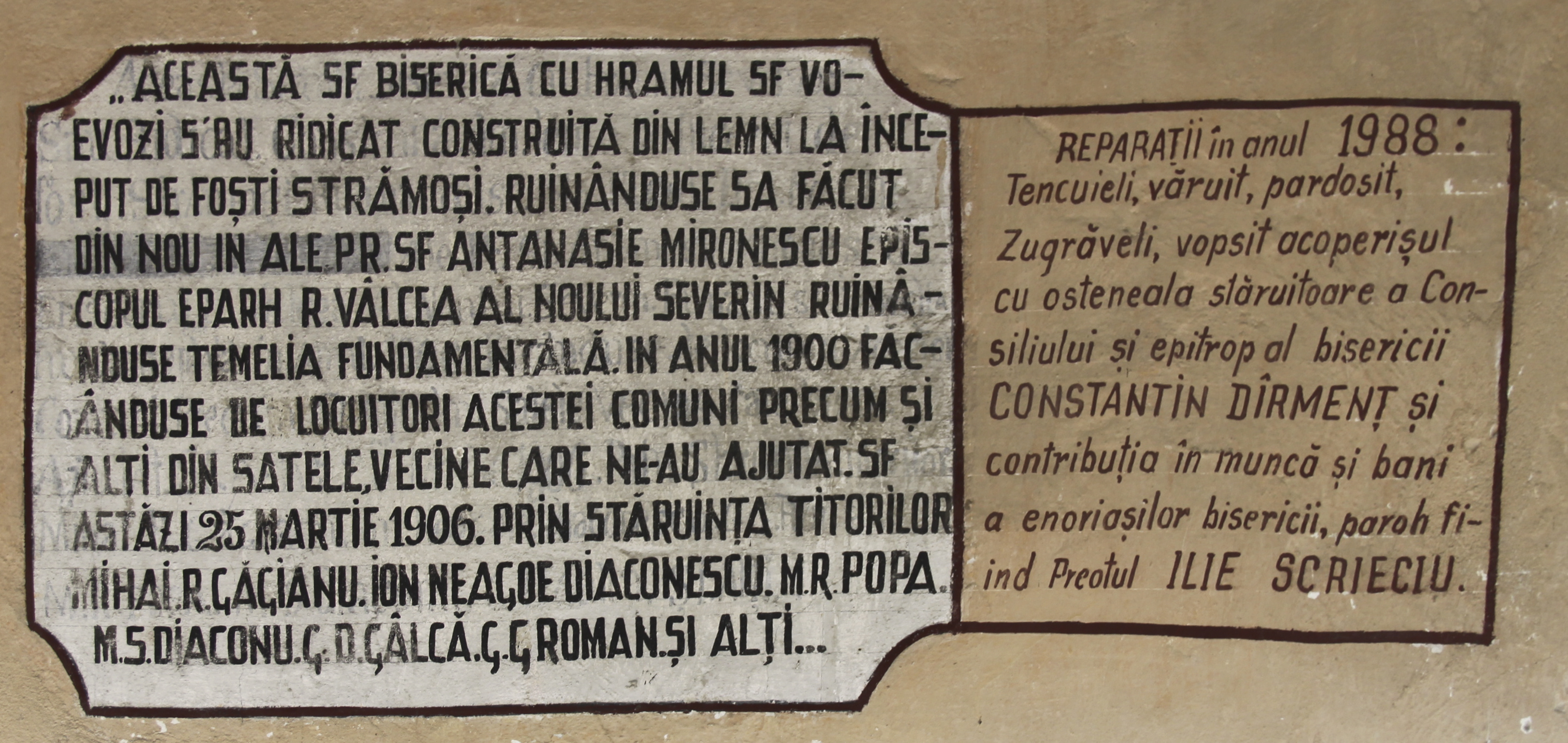
Pisanii, foto: 2010

Biserica de lemn din Olteanca-Marinești se află în cătunul Marinești, fost Brabiri, din localitatea Olteanca, județul Vâlcea. Biserica, în forma sa actuală, a fost prefăcută în anul 1906 și poartă hramul „Sfinții Voievozi”. Se distinge prin dimensiunile mari și asemănarea cu bisericile de zid din zonă. Pictura murală interioară este încă bine păstrată. Biserica nu este înscrisă pe noua listă a monumentelor istorice, deși este un exemplu de maximă îndrăzneală în dulgheria locală, la începutul secolului 20.
În sat se păstrează încă două biserici de lemn, în cătunele Chituci și Sânculești. Prezența acestor trei bisericuțe de lemn în mijlocul vechilor cimitire oglindește structura geografică și socială de odinioară a așezării, ilustrând exemplar descrierile de epocă ale așezărilor din zona deluroasă a Olteniei.

## Istoric
Vechea biserică de lemn a fost ridicată pe același loc, la anul 1810, conform textului pisaniei, transcris înainte de dispariția sa la 1900. Pisania cea veche reținea următoarele date: „Această sfântă și dumnezeiască biserică, ce să prăznuiește hramul Sfinților Voivozi s-au făcut la l[ea]t 1810, de tot satul, pă temelie ...”. Nu se știe dacă materialul ei lemnos a fost refolosit sau nu în structura actualei construcții.
În forma prezentă, construcția este rezultatul unor lucrări de reclădire din temelii în anul 1906. În aceea vreme modelul tradițional de lăcaș de cult fusese deja înlocuit cu altul nou, inspirat de bisericile de zid.
Momentul de răscruce al acestui lăcaș, de la începutul secolului 20, este surprins într-o pisanie recentă, pictată peste cea veche, al cărui conținut a fost parțial și incoerent transcris astfel: „Această sf[ântă] biserică cu hramul Sf[inții] Voievozi, s'au ridicat construită din lemn la început de foști strămoși. Ruinându-se s-a făcut din nou în ale pr[ea] sf[ințitului] Antanasie Mironescu, episcopul eparh[iei] R[âmnicu] Vâlcea al Noului Severin, ruinându-se temelia fundamentală. În anul 1900 făcându-se de locuitori[i] acestei comuni precum și alți din satele vecine, care ne-au ajutat. Sf[ințită] astăzi 25 martie 1906. Prin stăruința titorilor Mihai R. Găgianu, Ion Neagoe Diaconescu, M. R. Popa, M. S. Diaconu, G. D. Gâlcă, G. G. Roman și alții.” Conform pisaniei, biserica a fost ridicată între anii 1900-1906. Din istoricul înrămat, păstrat în biserică, aflăm că autorul picturii murale este Dumitru Gh. Dumitrescu.
Câteva însemnări de pe tabla învelitoare a turlei de peste pronaos ne transmit următoarele date: „Această sfântă biserică acoperită cu tablă în 1933, vopsită în mai 1988 de Didoiu D[umi]tru și Avrămescu D[umi]tru. Materialu cumpărat de enoriașii Cruceru D[umi]tru, Ganță D[umi]tru, Poșircă Alexandru, Popa D[umi]tru, Poșircă C[onstan]tin și cons[ilier] Dârmeț C[onstan]tin”.
În dreapta pisaniei de la 1906 apare adausă o altă pisanie de dată recentă din care aflăm în continuare informații despre reparația din anul 1988: „Reparații în anul 1988: tencuieli, văruit, pardosit, zugrăveli, vopsit acoperișul, cu osteniala stăruitoare a consiliului și epitrop al bisericii Constantin Dârmeț și contribuția în muncă și bani a enoriașilor bisericii, paroh fiind Ilie Scrieciu.”

## Trăsături
Se caracterizează prin planul generos, cu abside laterale, pereții înalți, în întregime cercuiți, tencuiți și pictați, atât în interior cât și în exterior. Peste cele două încăperi centrale, pronaosul și naosul, sunt ridicate bolți aparent semisferice și turle înalte. Fundația este de cărămidă iar pardoseala de beton. 

## Imagini exterioare

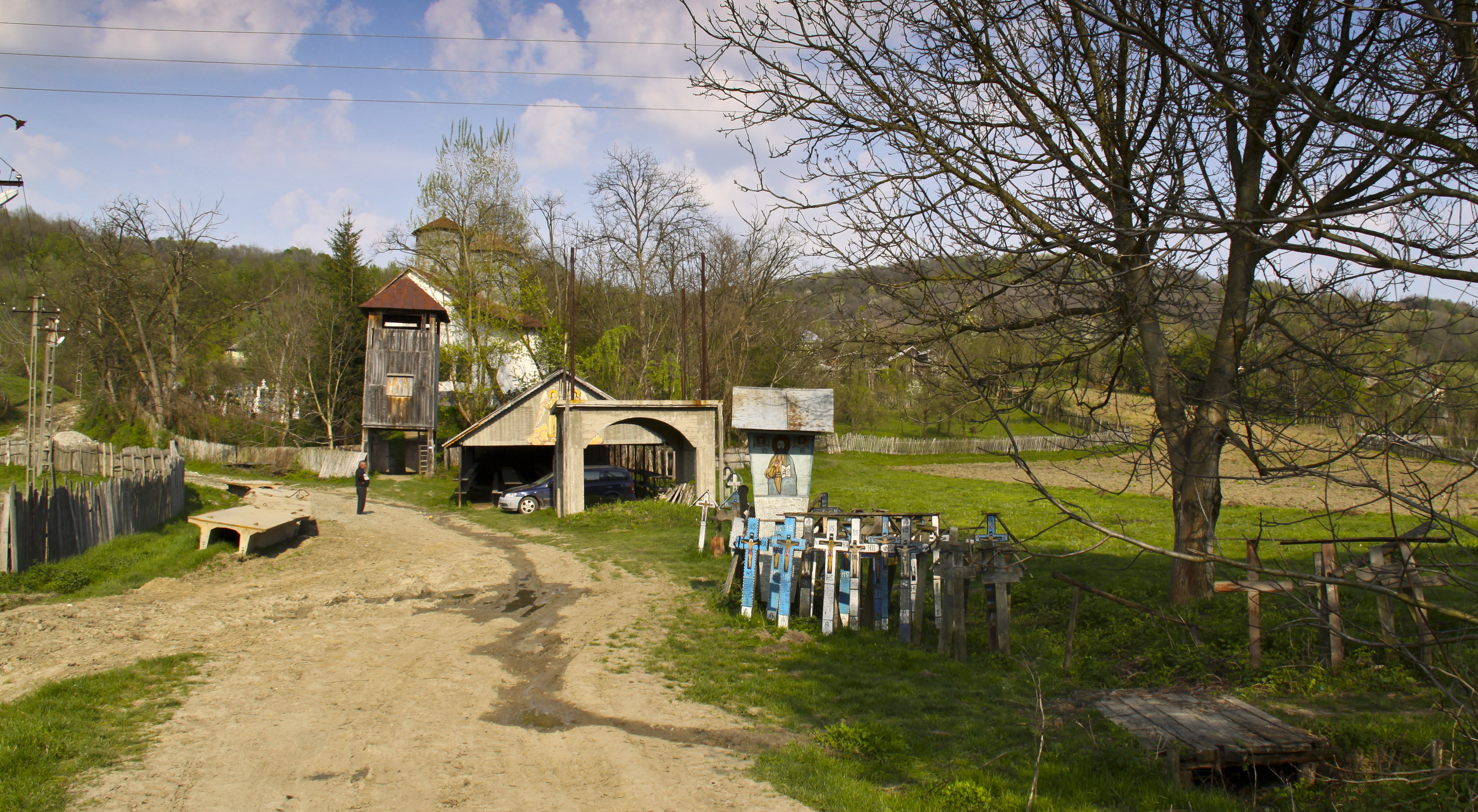
din drum
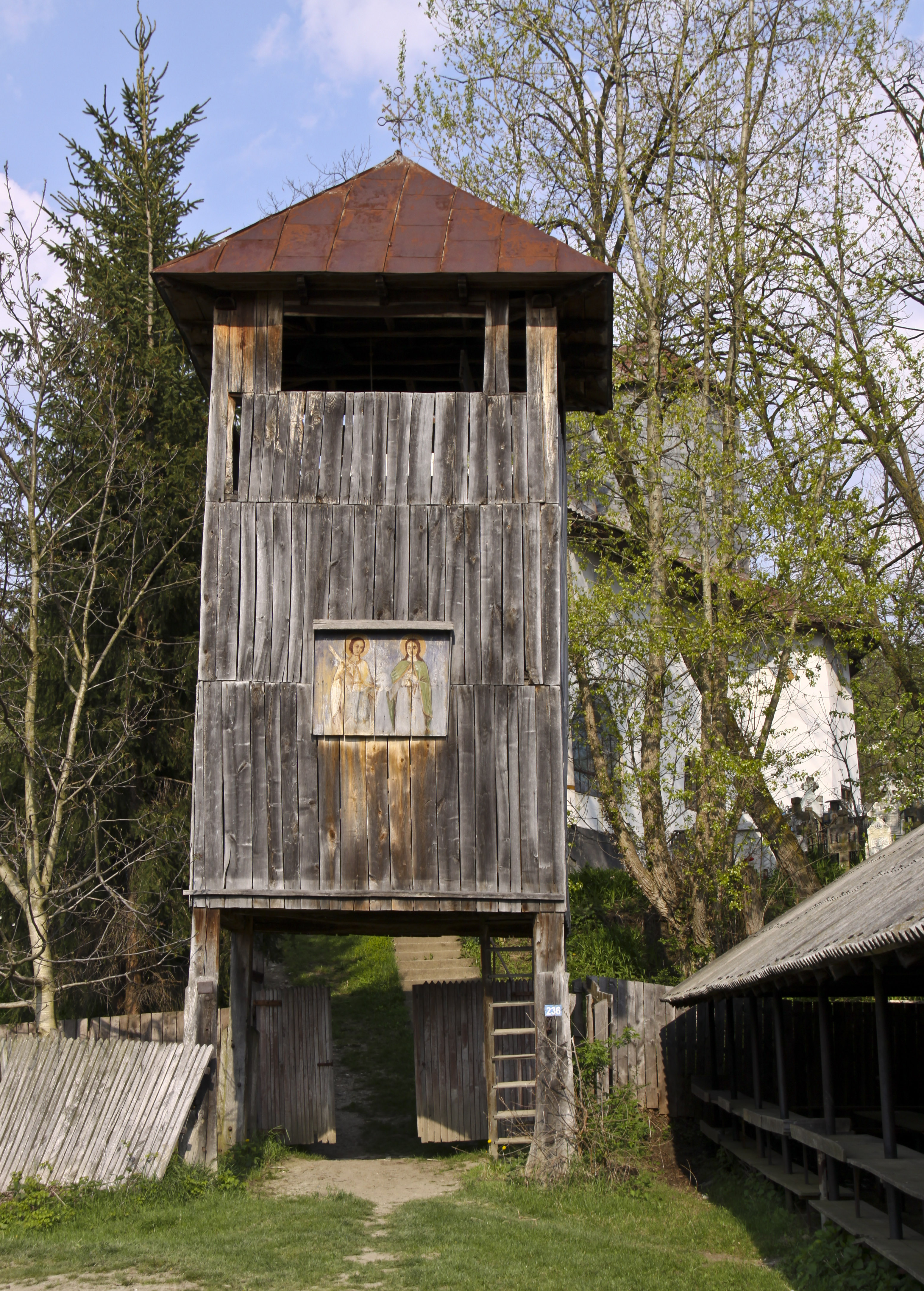
turnul clopotniţă
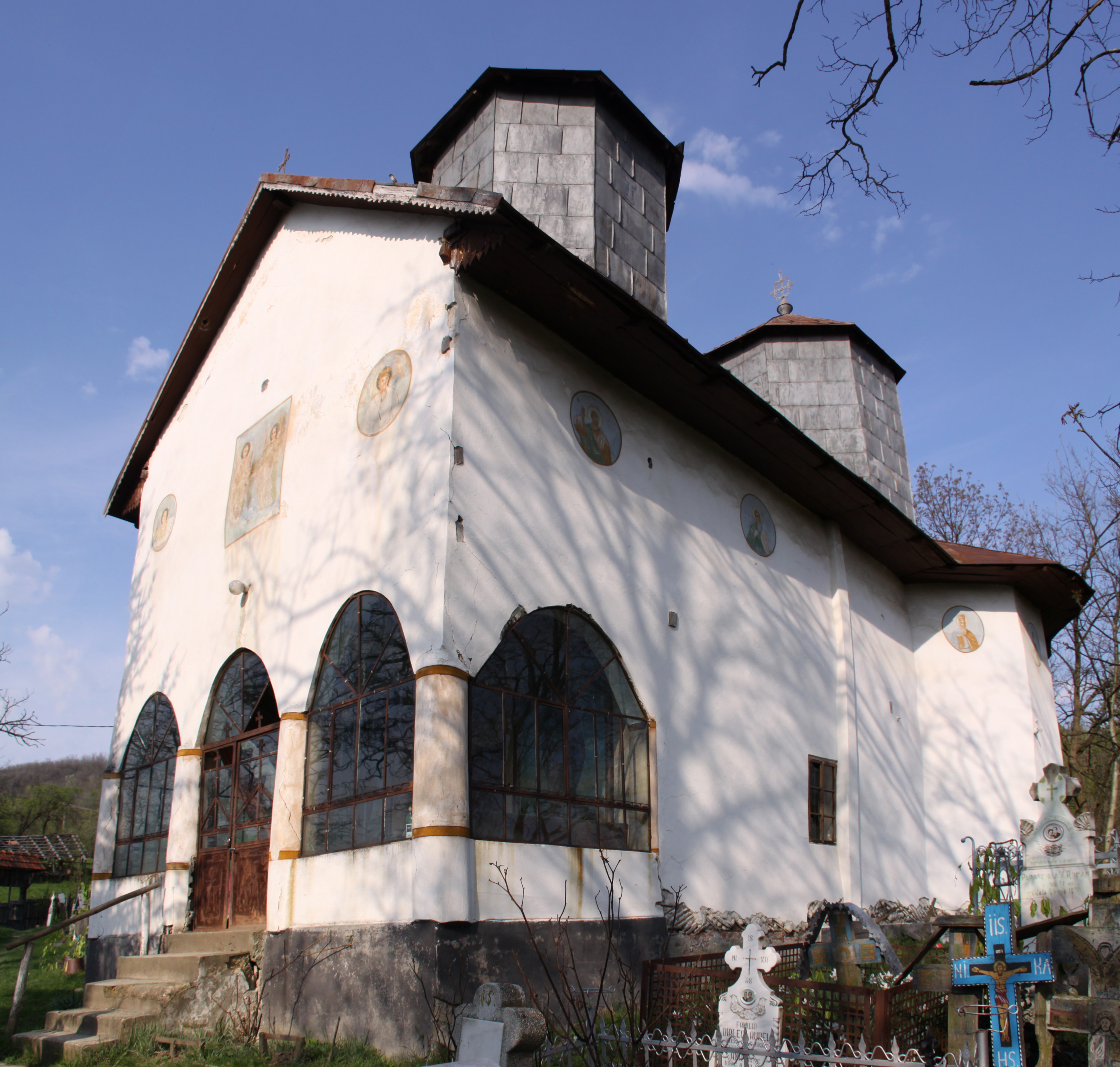
sud-vest
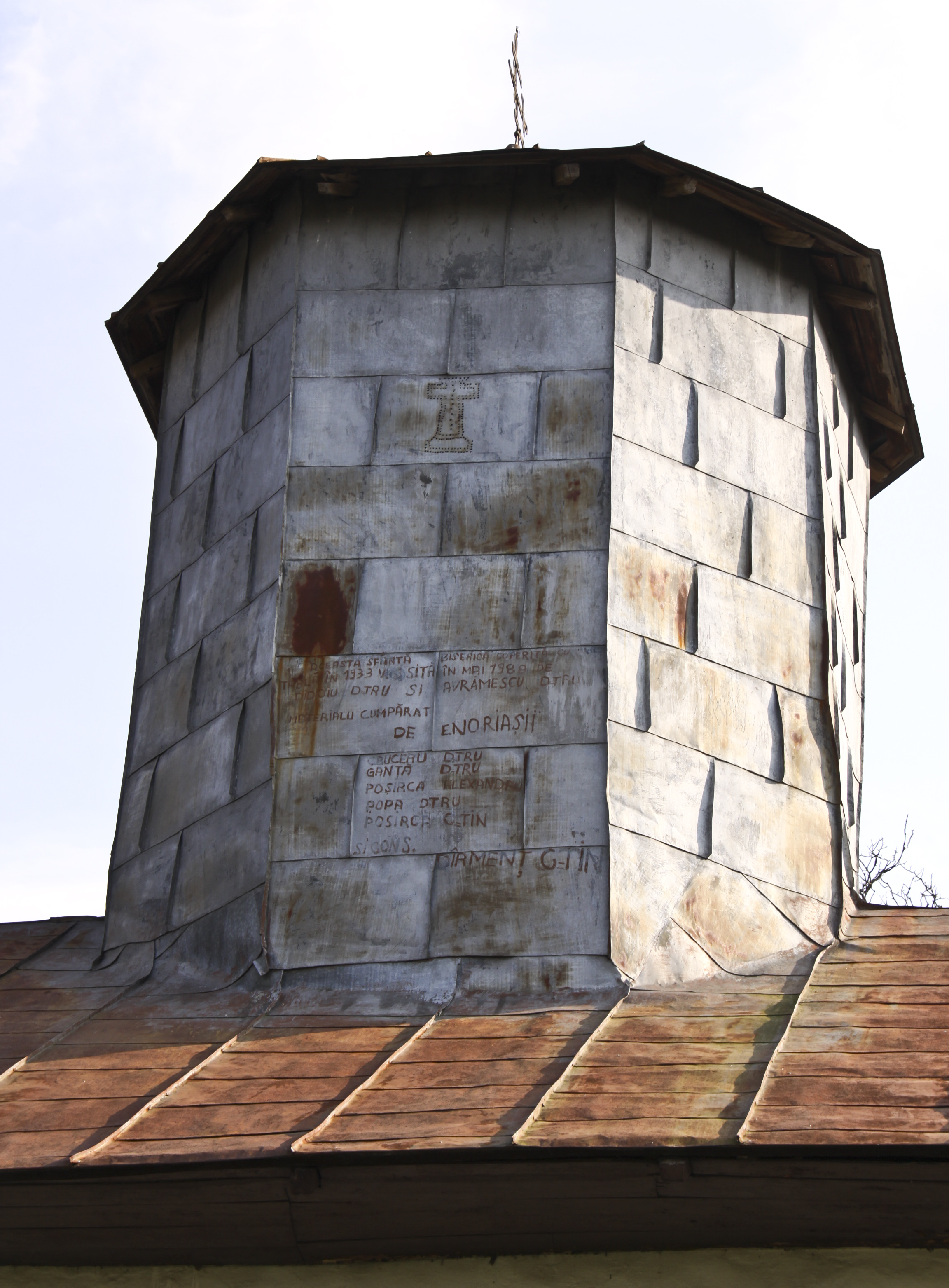
turlă

## Imagini interioare

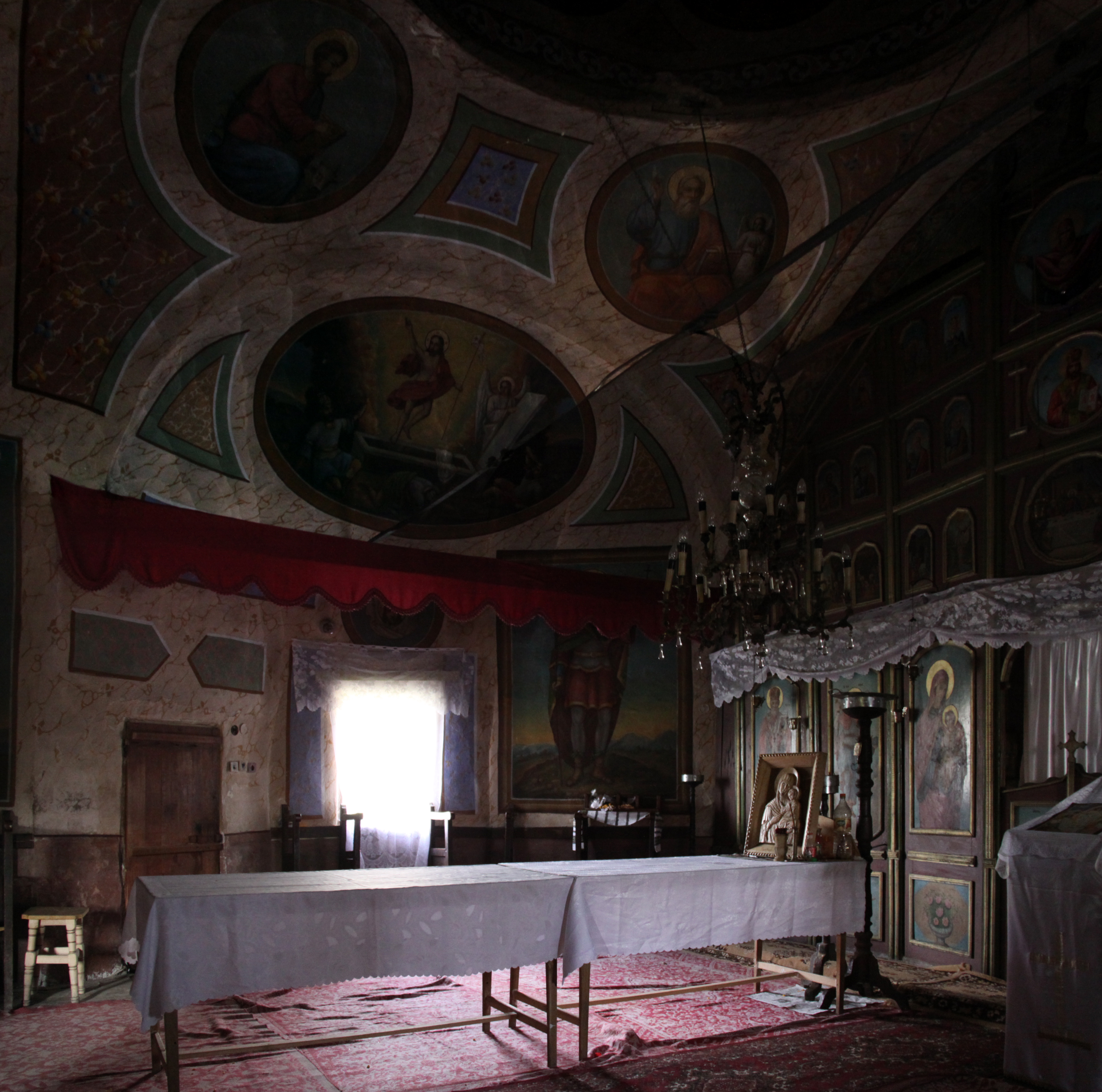
naos, nord
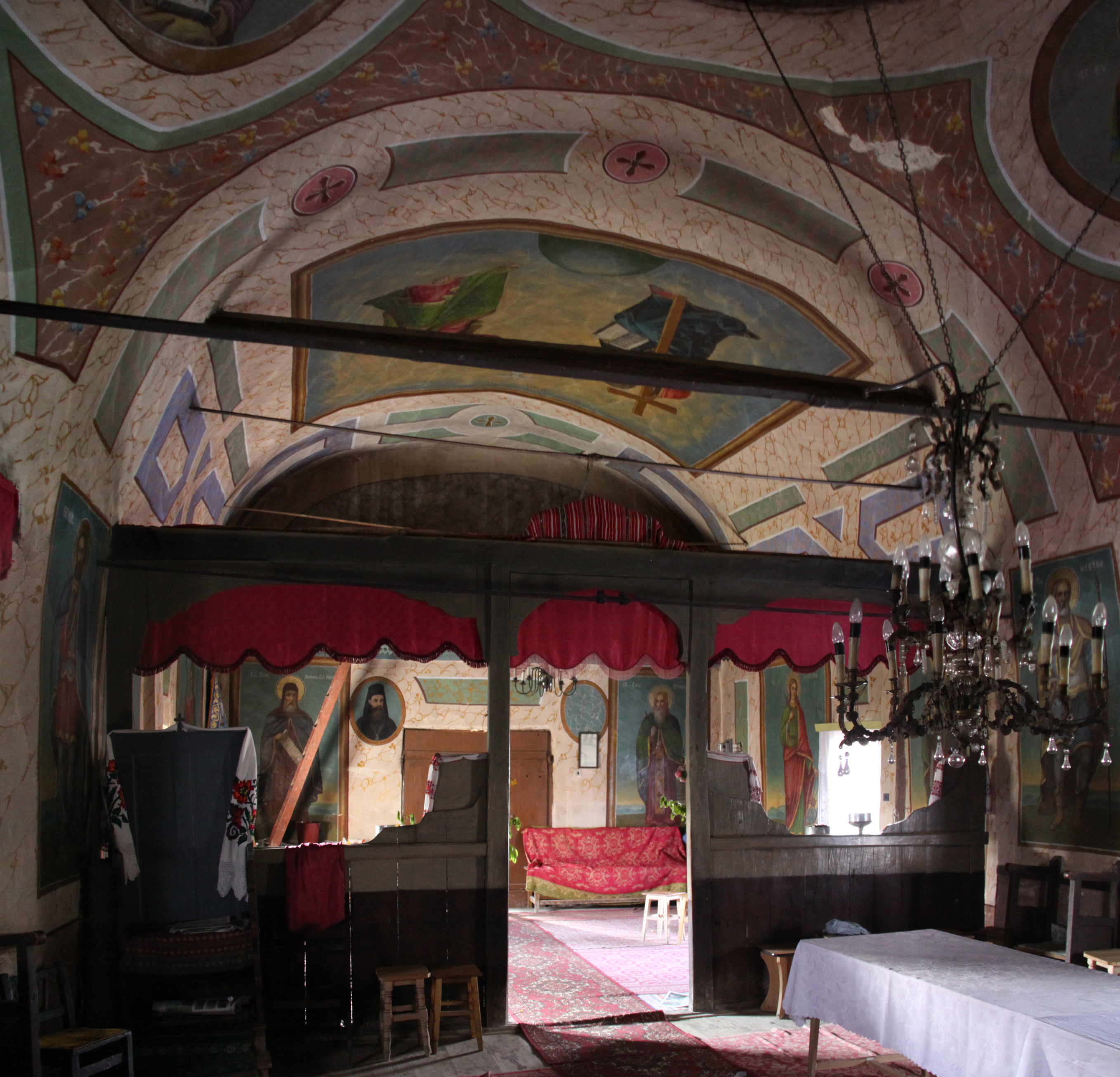
naos, spre intrare
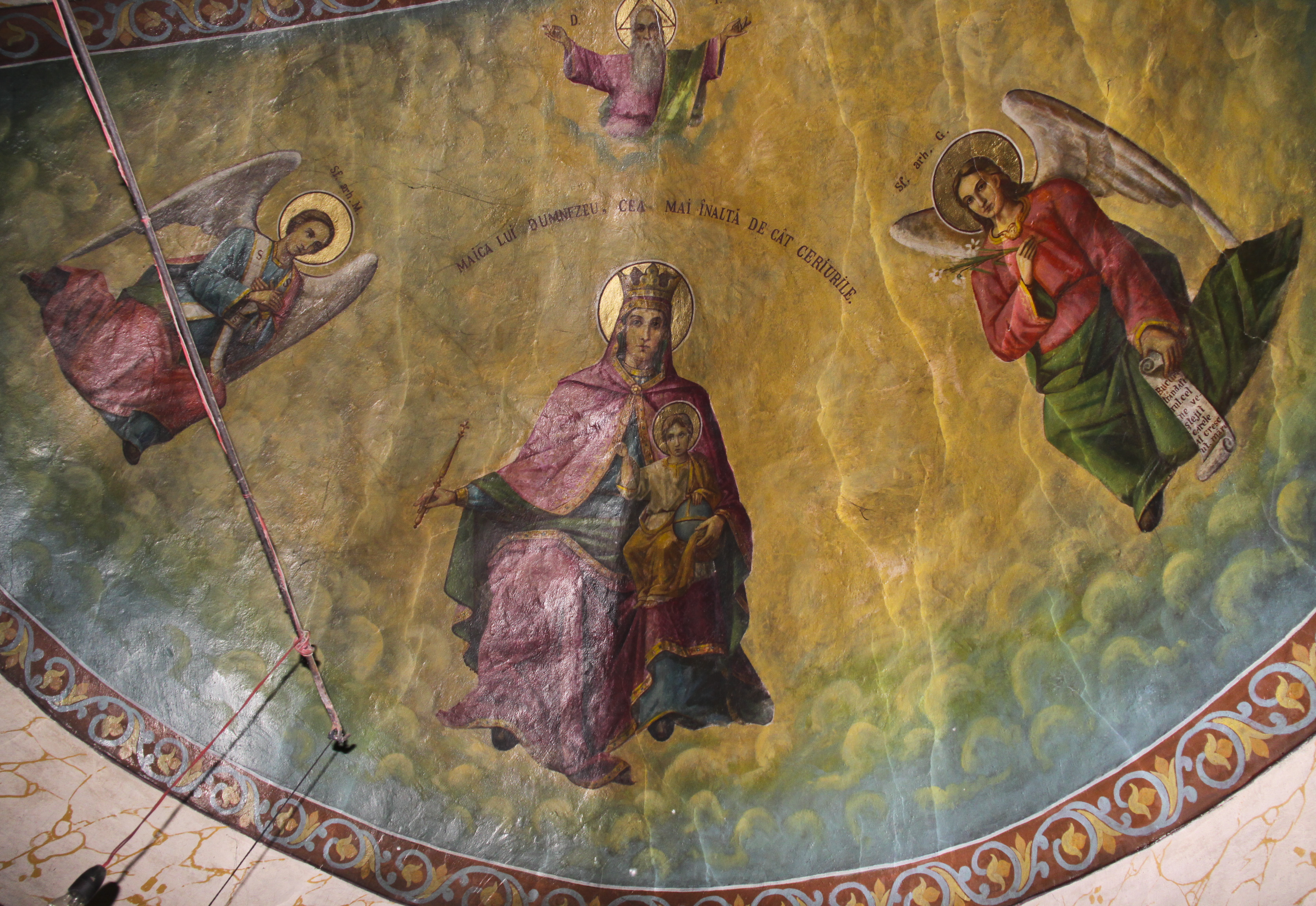
altar, boltă
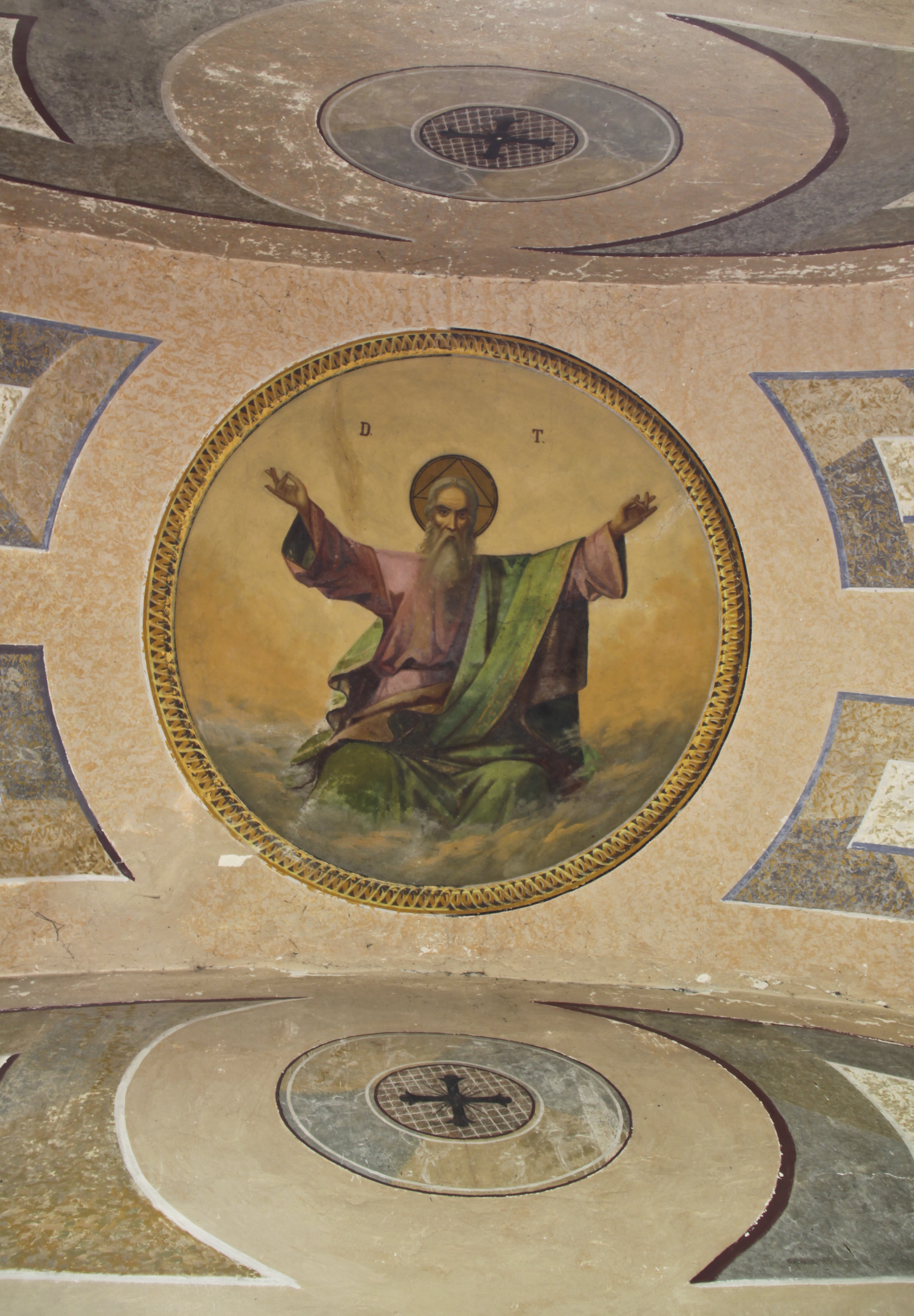
pridvor, boltă
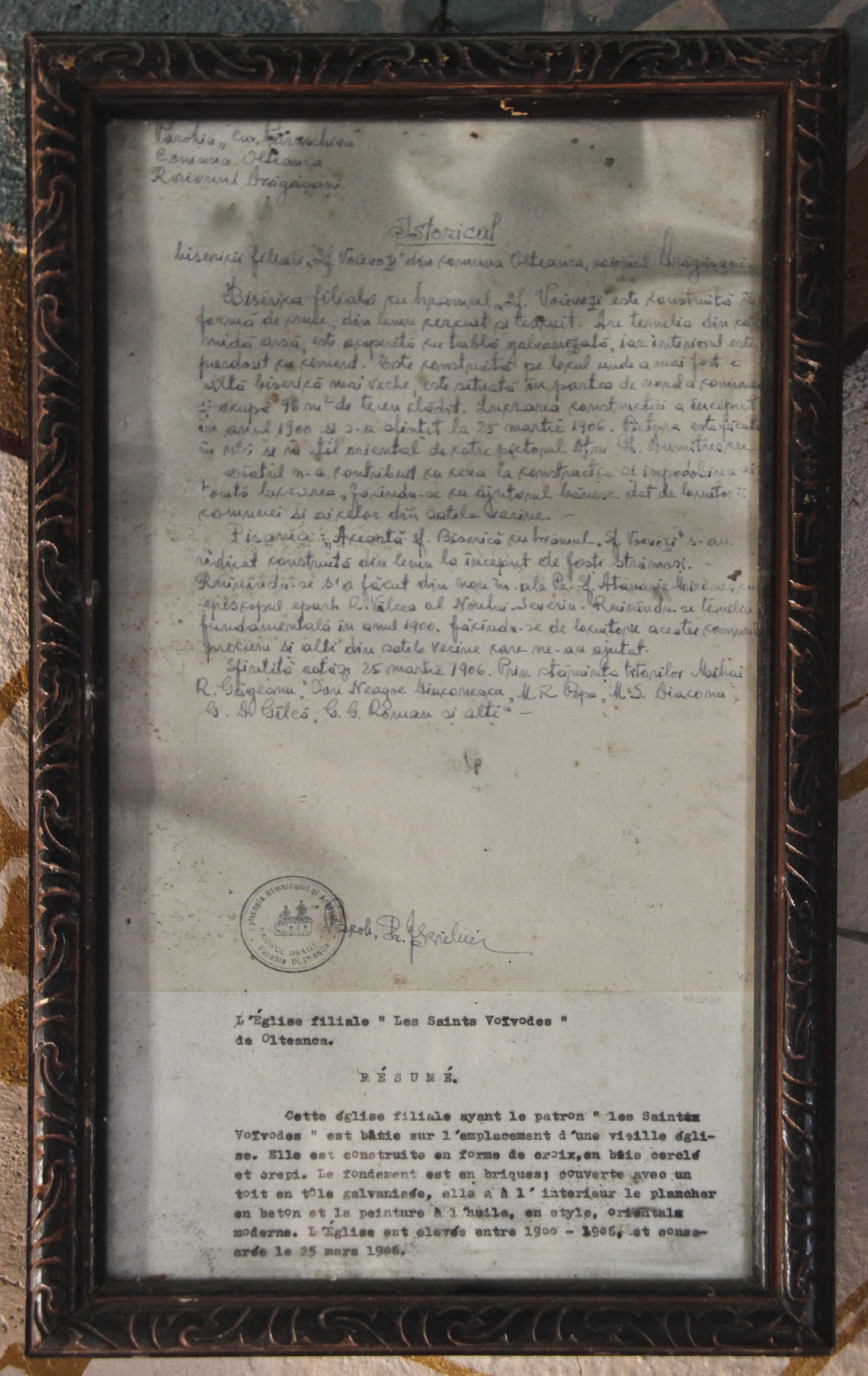
istoricul lăcaşului